# Delta Schule Windhoek
Die Delta School Windhoek (Delta Schule Windhoek) ist die einzige staatliche deutschsprachige Schule in der namibischen Hauptstadt Windhoek. 2020 feierte die Schule ihr 50-jähriges Jubiläum.
Die Schule besteht aus einer Primarschule (Klassenstufe 1–7; bis 1990 Deutsche Grundschule Windhoek (DSW), heute Delta Primary School Windhoek (DSW)) im Stadtteil Windhoek-Central und Oberschule (Klassenstufe 8–12; bis 1990 Deutsche Oberschule Windhoek (DOSW), heute Delta Secondary School Windhoek (DSSW)) in der Vorstadt Olympia. Die Schule ist Teil der Initiative „Schulen: Partner der Zukunft“.
Die Schule besitzt ein Internat (Schülerheim) mit 32 Heimkindern (Stand 2016) und betreibt das Projekt Future Education, ein Nachmittagsbetreuungskonzept für die eigenen Schüler. Ein Kindergarten ist der Grundschule angeschlossen, wird aber separat privat betrieben.

## DSW
Ursprünglich als deutsche Schule 1970 gegründet, wird die DSW seit der Unabhängigkeit 1990 von etwa 40 Prozent nicht deutschsprachigen Schülerinnen und Schülern besucht. Begonnen hat die DWS mit 320 Schülern und 13 Lehrern und entwickelte sich über die Jahre zu einer der führenden Schulen in Windhoek mit fast 600 Schülern und 30 Lehrern. Die Unterrichtssprache ist neben Deutsch auch Englisch. Deutsch als Mutter- oder Fremdsprache ist durchgehend bis Klasse 10 ein Pflichtfach.

## DSSW
An der Delta School Windhoek kann wie an allen namibischen Schulen seit 2007 der Abschluss Namibia Senior Secondary Certificate nach zwölf Schuljahren als höchster Schulabschluss erworben werden.
2013 verließ Peter Schlenther die DSSW nach 25 Jahren als Schulleiter und ging in Ruhestand.